# カールスバーグ
| クラブボトルになる前のカールスバーグ（中国仕様） |  | カールスバーグ・クラブボトル（スペイン仕様） |
| クラブボトルになる前のカールスバーグ（中国仕様） |  | カールスバーグ・クラブボトル（スペイン仕様） |

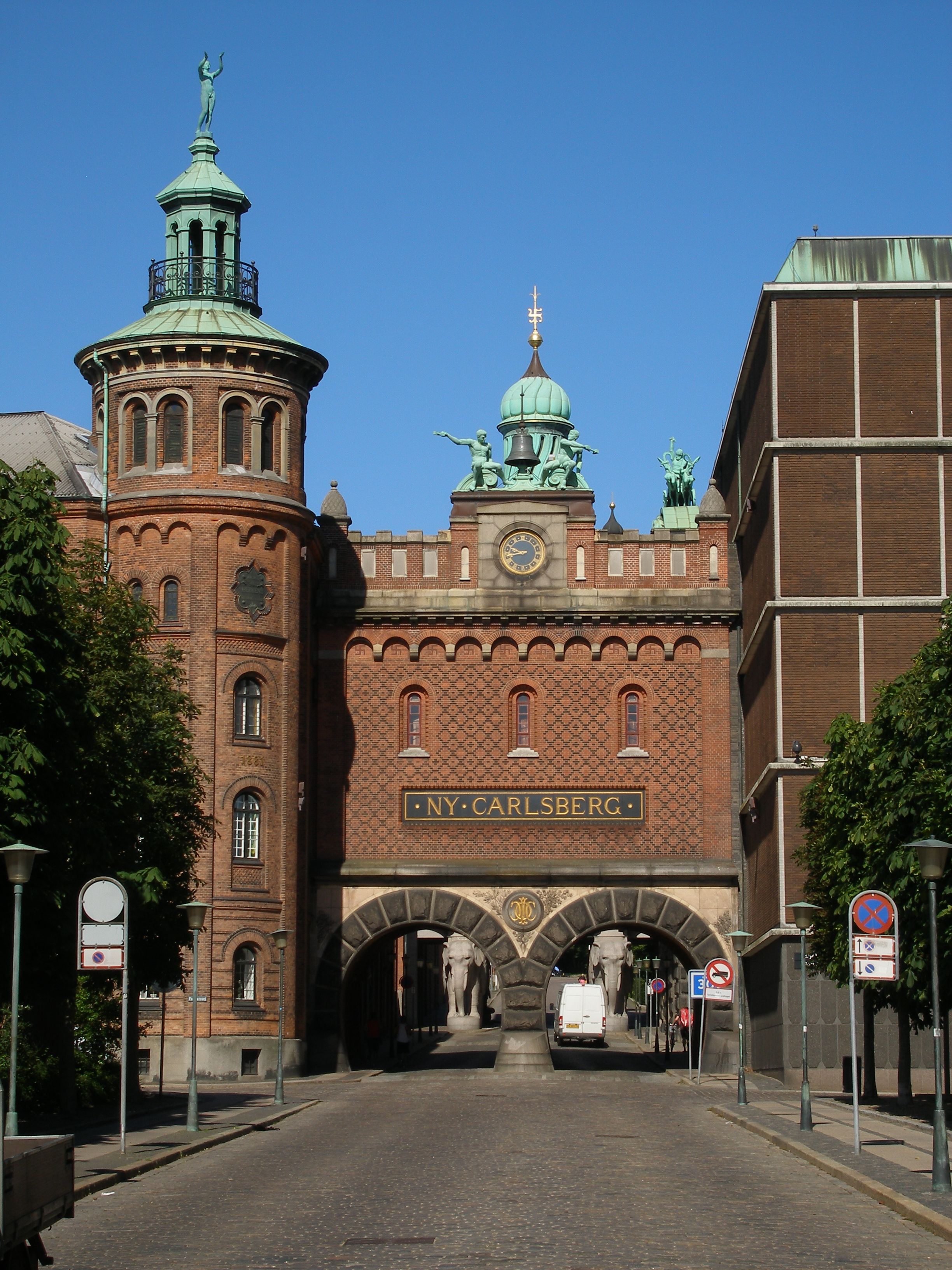
カールスバーグ社の門

カールスバーグ（Carlsberg、デンマーク語発音: [kʰɑːˀlsb̥æɐ̯ˀ]、英語発音: [ˈkɑrlzbərɡ])は、デンマークのビール醸造会社でありデンマークのビールのブランド名。デンマーク語ではカールスベアと呼ばれる。
ドイツ西部のザールラント州にも同名のカールスバーグというビール会社があるが無関係である。

## 概要
社名を冠したビールブランド、カールスバーグが主力製品。ロゴについている王冠のマークは、デンマーク王室御用達の証である。140か国以上に製品を輸出し、40か国に醸造所を持つ世界第4位のビールメーカーである。

## 沿革
- 1847年 - デンマーク・コペンハーゲンでJ.C.ヤコブセン（英語版）（J.C. Jacobsen、Jacob Christian Jacobsen、1811年 - 1887年）によって創業された。息子カール（英語版）（1842年 - 1914年）にちなんで醸造所に「カールの山」を意味するCarlsberg と命名した。
- 1875年 - ビール醸造の研究のためカールスバーグ研究所を開設。
- 1881年 - ラガービールの醸造に必要なサッカロマイセス属のカールスベルゲンシス酵母の培養に成功（カールスバーグの名が冠された）。
- 1882年 - 息子カール・ヤコブセンは父J.C.ヤコブセンの経営に反発して別会社を設立。カールの「ニュー・カールスバーグ」社（Ny Carlsberg）と父の「オールド・カールスバーグ」社（Gammel Carlsberg）は激しい競争を繰り広げる。
- 1883年 - カールスバーグ研究所のエミール・クリスチャン・ハンセン博士によって酵母の純粋培養技術の開発がなされ、ビールの大量供給の道が開かれた。
- 1888年 - カール、「ニイ・カールスベルグ・グリプトテク」（ニューカールスバーグ美術館）を設立。
- 1904年 - デンマーク王室御用達となり、その際に宝冠のマークを使用する事が許可された。
- 1906年 - 新旧二つのカールスバーグが合併。
- 1970年 - 同じくデンマークのビールメーカー、ツボー（ツボルグ、Tuborg）を買収。
- 1986年 - 日本ではサントリーがカールスバーグのライセンス生産・販売を行う
- 1992年 - イギリスのビールメーカー、テトリーズ（Tetley's）を買収。
- 1997年 - 中国・上海での製造を始める。現在中国には上海の他に、恵州（広東省）、四川、チベット、ウイグルなど併せて20社以上のローカルビールメーカーを所有。中国でのカールスバーグ生産・販売を行うほか、アジア各国への輸出拠点としている。中国での漢字名ブランドは「嘉士伯」。
- 2008年 - フランスのビールメーカー、クローネンブルグ（Kronenbourg）を買収。
- 2022年 - ロシアによるウクライナ侵攻を受け、ロシア市場からの撤退を表明[2]。
- 2023年 - 7月16日にロシア政府が子会社で同国のビール大手バルチカ（英語版）の株式を暫定管理する大統領令を発出[3]。

## 人魚姫の像について
コペンハーゲンにある人魚姫の像は王立劇場で観たバレエ「人魚姫」に感激した2代目社長のカール・ヤコブセンが1913年にコペンハーゲン市に寄贈したもの。今では街のシンボルになっている。なお、大阪港天保山の人魚姫の像もコペンハーゲン港と大阪港の友好記念に、1995年にカールスバーグ社より実物の5分の4の大きさの複製が寄贈されたものである。

## 製品一覧
カールスバーグ社の主な製品は下記の通り。ツボルグ製品は除く。
- カールスバーグ（Carlsberg）：主力のピルスナー・ラガー。カールスバーグ・ピルスナーとも言う。
- カールスバーグ・ライト（Carlsberg Light）
- カールスバーグ・エクスポート（Carlsberg Export）：イギリス限定
- ヤコブセン・ブラウン・エール（Jacobsen Brown Ale）
- ヤコブセン・ダーク・ラガー（Jacobsen Dark Lager）
- カールス・ピルスナー（Carls Pilsner）
- カールス・スペシャル（Carls Special）

## スポーツへの協賛
- 欧州サッカー連盟（UEFA）主催のUEFA欧州選手権の公式スポンサー。
- プロサッカークラブのFCコペンハーゲン（デンマーク）のメインスポンサー。
- カールスバーグ・カップ - 毎年1月末から2月に香港で開催されるサッカーの国際大会。
- タッサ・ダ・リーガ - ポルトガルのサッカーカップ戦。カールスバーグカップとも。
- ファルコン・アルコールフリー・アレーナ - 命名権を買収し、同社の商品ファルコンの名前が冠している。

## 環境対策
- 2019年10月11日、カールスバーグはプラスチックなどの廃棄物が環境に与える影響を踏まえ、木質繊維のボトルにPET樹脂をコーティングしたビール容器の試作品を公表した[5]。